# 대한민국 유니버시아드 축구 국가대표팀
대한민국 유니버시아드 축구 국가대표팀은 하계 유니버시아드에 참가하는 축구 국가대표팀이다. 
주로 대학 재학생 중에 대표 선수 선발이 이루어지지만 이미 대학을 졸업했더라도 대회가 열리는 해를 기준으로 졸업 후 2년이 넘지 않으면 참가할 수 있으며 그렇기 때문에 프로 선수들도 간간히 참여하고 있다. 나이 제한은 만 17세에서 28세까지다. 

## 역사
하계 유니버시아드에 축구가 정식종목으로 채택되기 이전에는 세계대학축구선수권대회에 참가하였고 1976년 우승을 차지하였다.

### 세계대학축구선수권대회
| 대회 | 감독   | 코치   | 선수           | 성적 | 경기수 | 성적 | 승 | 무 | 패 | 비고 |
| ---- | ------ | ------ | -------------- | ---- | ------ | ---- | -- | -- | -- | ---- |
| 1976 | 김지성 | 유광준 | 선수 관련 기사 | 우승 |        |      |    |    |    |      |
| 1982 | 유판순 | 배기면 | 선수 관련 기사 | 4위  |        |      |    |    |    |      |

### 유니버시아드
1979년 유니버시아드에 축구가 정식종목으로 채택되자 참가하였다.

## 대회별 주요 성적
● 우승 (1): 1991
● 준우승 (4): 1987, 1993, 1995, 1997
● 3위 (1): 2001

## 역대 대표팀
- 아래 목록은 불완전한 목록이다

| 대회 | 감독   | 코치                 | 선수           | 성적   | 경기수 | 승 | 무 | 패 | 비고                                                                          |
| ---- | ------ | -------------------- | -------------- | ------ | ------ | -- | -- | -- | ----------------------------------------------------------------------------- |
| 1979 | 장운수 | 박영환               | 정해원 외 17명 | 5위    |        |    |    |    |                                                                               |
| 1985 | 박종환 | 서현옥               | 김주성 외 17명 | 5위    |        |    |    |    | 당시 국가대표 B팀격으로 20대 초반 선수로 구성되어있던 88 올림픽 대표팀이 출전 |
| 1987 | 김기복 | 배기면               | 구상범 외 17명 | 준우승 |        |    |    |    |                                                                               |
| 1991 | 배기면 | 강병찬               | 홍명보 외 17명 | 우승   |        |    |    |    |                                                                               |
| 1993 |        |                      |                |        |        |    |    |    |                                                                               |
| 1995 |        |                      |                |        |        |    |    |    |                                                                               |
| 1997 |        |                      |                |        |        |    |    |    |                                                                               |
| 1999 |        |                      |                |        |        |    |    |    |                                                                               |
| 2001 |        |                      |                |        |        |    |    |    |                                                                               |
| 2003 |        |                      |                |        |        |    |    |    |                                                                               |
| 2005 |        |                      |                |        |        |    |    |    |                                                                               |
| 2007 |        |                      |                |        |        |    |    |    |                                                                               |
| 2009 |        |                      |                |        |        |    |    |    |                                                                               |
| 2011 |        |                      |                |        |        |    |    |    |                                                                               |
| 2015 | 김재소 | 이장관 최태호 유대순 | 윤보상 외 19명 | 준우승 |        |    |    |    |                                                                               |
| 2017 | 이장관 | 박준홍 정유석        | 송범근 외 19명 | 11위   |        |    |    |    |                                                                               |

## 같이 보기
- FISU 세계 대학 경기 대회
- 대한민국 여자 유니버시아드 축구 국가대표팀
- 대한축구협회
- 대한민국 축구 국가대표팀
- 대한민국 축구 국가대표 B팀
- 대한민국 U-23 축구 국가대표팀
- 대한민국 U-20 축구 국가대표팀
- 대한민국 U-17 축구 국가대표팀
- 대한민국 U-14 축구 국가대표팀
- 대한민국 여자 축구 국가대표팀
- 대한민국 여자 U-20 축구 국가대표팀
- 대한민국 여자 U-17 축구 국가대표팀

## 참고 자료
- 영광과 좌절의 유니버시아드 도전기-축구